# Campionati europei di sci alpinismo 2024
I Campionati europei di sci alpinismo 2024 sono stati la 11ª edizione della competizione continentale di sci alpinismo. Si sono svolti dall'8 al 12 febbraio 2024 a Chamonix, in Francia. 

## Podi

### Maschili
| Evento      | Oro                | Argento       | Bronzo            |
| Individuale | Rémi Bonnet        | Xavier Gachet | Thibault Anselmet |
| Vertical    | Rémi Bonnet        | Werner Marti  | Federico Nicolini |
| Sprint      | Oriol Cardona Coll | Arno Lietha   | Robin Galindo     |

### Femminili
| Evento      | Oro                | Argento               | Bronzo               |
| Individuale | Tove Alexandersson | Célia Perillat-Pessey | Alba De Silvestro    |
| Vertical    | Sarah Dreier       | Alba De Silvestro     | Marta Garcia Farres  |
| Sprint      | Marianne Fatton    | Ana Alonso Rodriguez  | Marianna Jagerčíková |

### Gare miste
| Evento    | Oro                                            | Argento                                         | Bronzo                               |
| Staffetta | Spagna Ana Alonso Rodriguez Oriol Cardona Coll | Francia Célia Perillat-Pessey Thibault Anselmet | Svizzera Marianne Fatton Rémi Bonnet |

## Medagliere
| Posiz. | Nazione    | Oro | Argento | Bronzo | Totale |
| ------ | ---------- | --- | ------- | ------ | ------ |
| 1      | Svizzera   | 3   | 2       | 1      | 6      |
| 2      | Spagna     | 2   | 1       | 1      | 4      |
| 3      | Austria    | 1   | 0       | 0      | 1      |
| 3      | Svezia     | 1   | 0       | 0      | 1      |
| 5      | Francia    | 0   | 3       | 2      | 5      |
| 6      | Italia     | 0   | 1       | 2      | 3      |
| 7      | Slovacchia | 0   | 0       | 1      | 1      |
| Totale | Totale     | 7   | 7       | 7      | 21     |